# Konstantinos A. Doxiadis
Konstantinos Apostolos Doxiadis (griechisch Κωνσταντίνος Δοξιάδης, * 14. Mai 1913 in Stenimachos, heute Assenowgrad, Bulgarien; † 28. Juni 1975 in Athen)  war ein griechischer Architekt und Stadtplaner der Moderne. Bekannt wurde er als Hauptarchitekt der pakistanischen Hauptstadt Islamabad. Später wandte er sich der Architekturtheorie zu. Das Büro Doxiadis Associates existiert bis heute.

## Leben
Doxiadis schloss sein Studium 1935 an der Technischen Universität Athen ab und promovierte ein Jahr später an der Technischen Hochschule Berlin. 1936 wurde er Stadtplaner der Stadt Athen, und von 1940 bis 1945 war er als Stadtplaner im Bauministerium tätig. Ab 1945 war er Leiter diverser Aufbauprogramme. Mit Doxiadis Associates machte er sich 1951 selbstständig. Später wurde er Professor in Oxford.
Nachdem er an Amyotropher Lateralsklerose erkrankt war, beschäftigte er sich intensiv mit dieser unheilbaren Krankheit, um Forscher zu unterstützen.

## Werke (Auswahl)

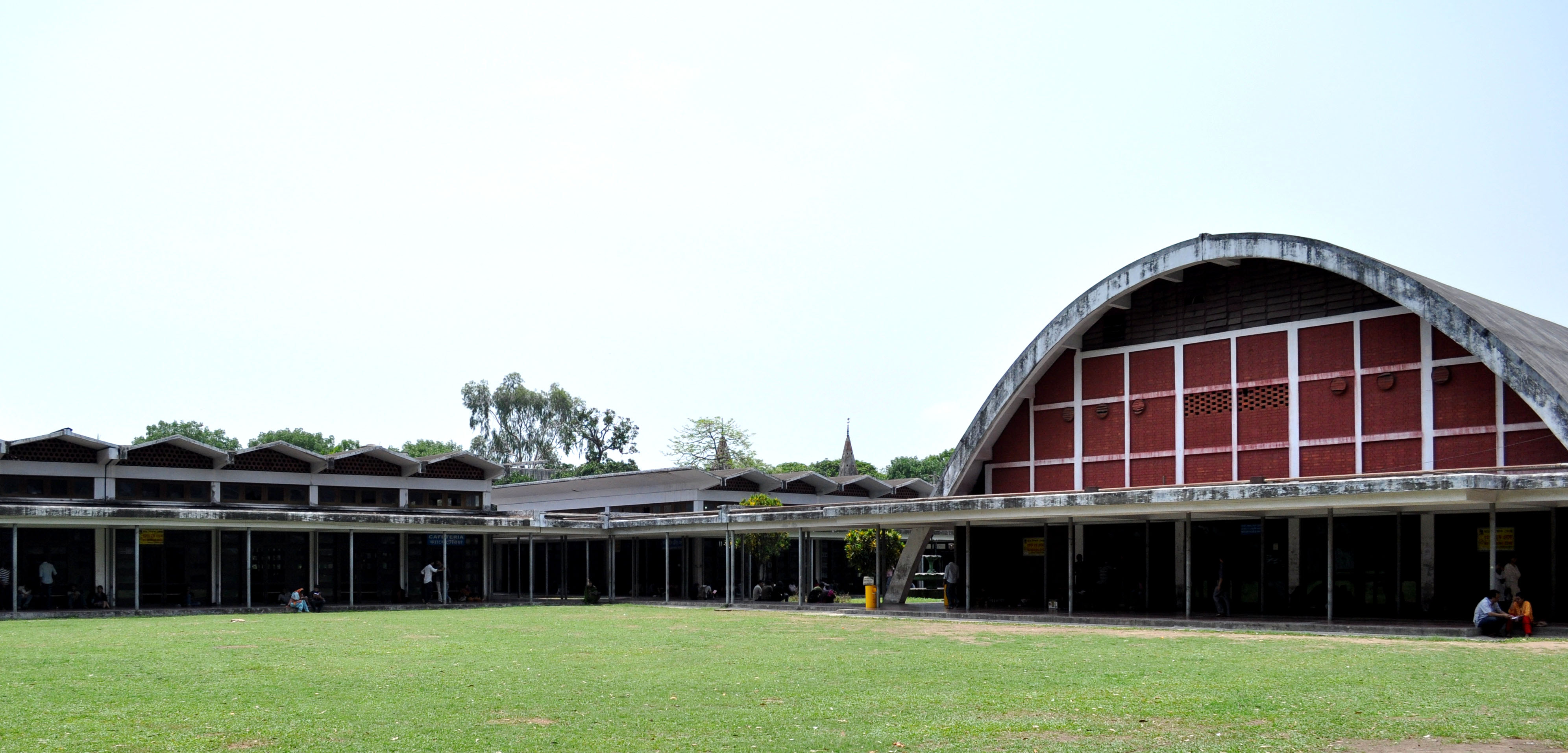
Teacher-Student Centre, Dhaka

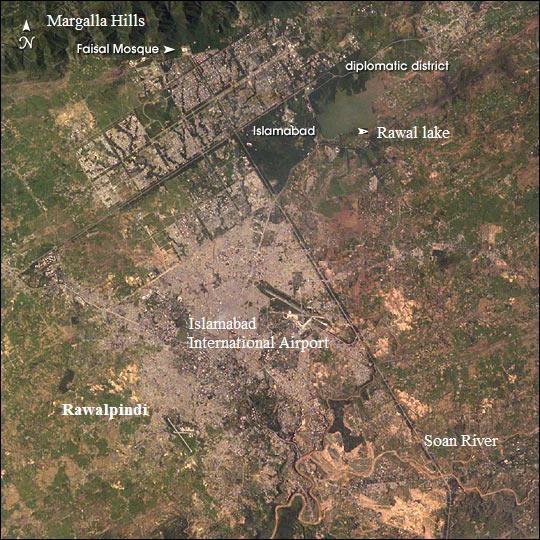
Satellitenbild von Islamabad, gut zu erkennen ist die Einteilung in Sektoren, im Süden liegt die Stadt Rawalpindi

Insgesamt hat Doxiadis mehrere hundert Projekte betreut, darunter:

### Arbeiten als Stadtplaner
- Stadt Islamabad (Pakistan)
- Stadt Rawalpindi (Pakistan, nicht umgesetzt)[2]
- Stadt Al-Burayqah (Libyen)
- Stadt Tema (Ghana)
- Stadtplanung Rio de Janeiro („Plano Doxiadis“)
- Stadtplanung Bagdad („Master Plan of Baghdad“)
- Verkehrsplanung für Bagdad, Basra, Mosul
- Planung der touristischen Infrastruktur von Otranto
- Planung der touristischen Infrastruktur von Andalusien und der Costa del Sol
- Regional Study of the Great Lakes Megalopolis, USA
- Regional Study of the Urban Area of Detroit, Michigan, USA

### Arbeiten als Architekt
- Teacher Student Centre (TSC) der University of Dhaka, Bangladesh
- Teacher Training College Center, Horns, Syrien
- Campus der Punjab-Universität in Lahore
- Plaza Building Complex, Detroit Edison Company, Detroit
- Doxiadis’ Architekturbüro (1955–1961), 24 Stratiotikou Syndesmou St., Lycabettus, Athen
- National Hellenic Research Foundation (1961–1975) an der 48 Vas. Konstantinou Ave., Athen
- Hotel Makedonia Palace, Thessaloniki, (1962–1971)[3][4]
- Apollonio Summer Resort (1970–81), Porto Rafti, Athen

## Schriften (Auswahl)
- Siehe das Schriftenverzeichnis (PDF; 131 kB)
- Raumordnung im griechischen Städtebau. Vowinckel, Heidelberg; Berlin 1937 (= Dissertation)